# Cumhuriyet, Ceyhan
Cumhuriyet là một xã thuộc huyện Ceyhan, tỉnh Adana, Thổ Nhĩ Kỳ.